# Vopnafjarðarhreppur
Vopnafjarðarhreppur est une municipalité du nord-est de l'Islande.